# Taban lo Liyong
Taban lo Liyong (* 1938 in Gulu, Uganda) ist ein ostafrikanischer Literaturwissenschaftler und Dichter.
Liyong studierte an der University of Iowa in den USA und lehrte weltweit an verschiedenen Universitäten. Sein schriftstellerisches Werk ist nicht sehr umfangreich. 1999 erschien seine Neuübersetzung von Okot p’Biteks „Lawinos Lied“. Taban und Okot waren über Jahre befreundet und Weggefährten. Absicht dieser umstrittenen Neuübersetzung war es, wieder für den afrikanischen Leser zu schreiben.

## Werk
- Taban Lo Liyong: The Defence of Lawino: A New Translation of Wer pa Lawino. Kampala/Uganda: Fountain Publishers, 2001. ISBN 9-970-02269-5.